# Beverförde zu Werries

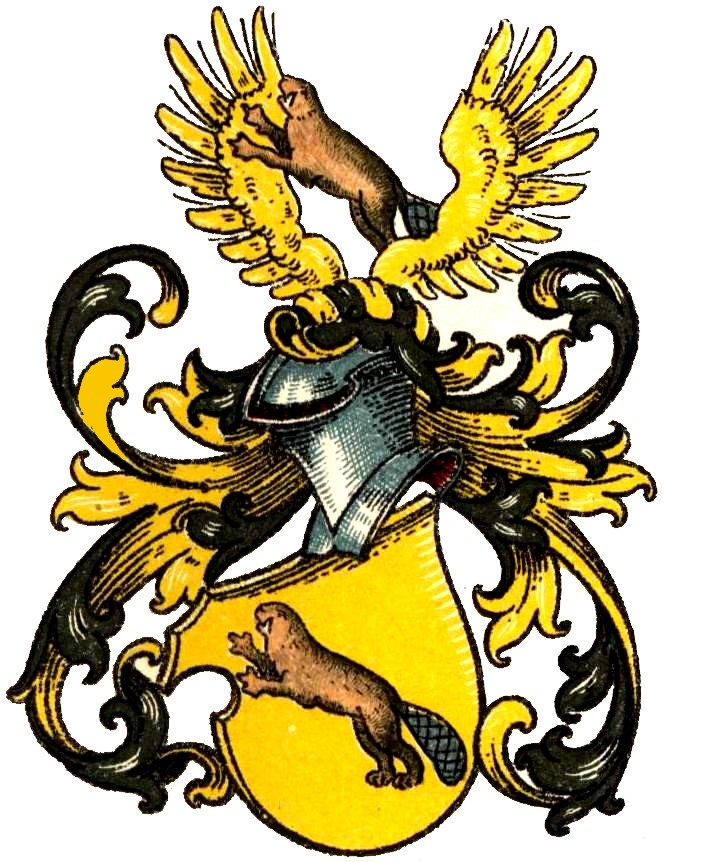
Wappen Beverförde

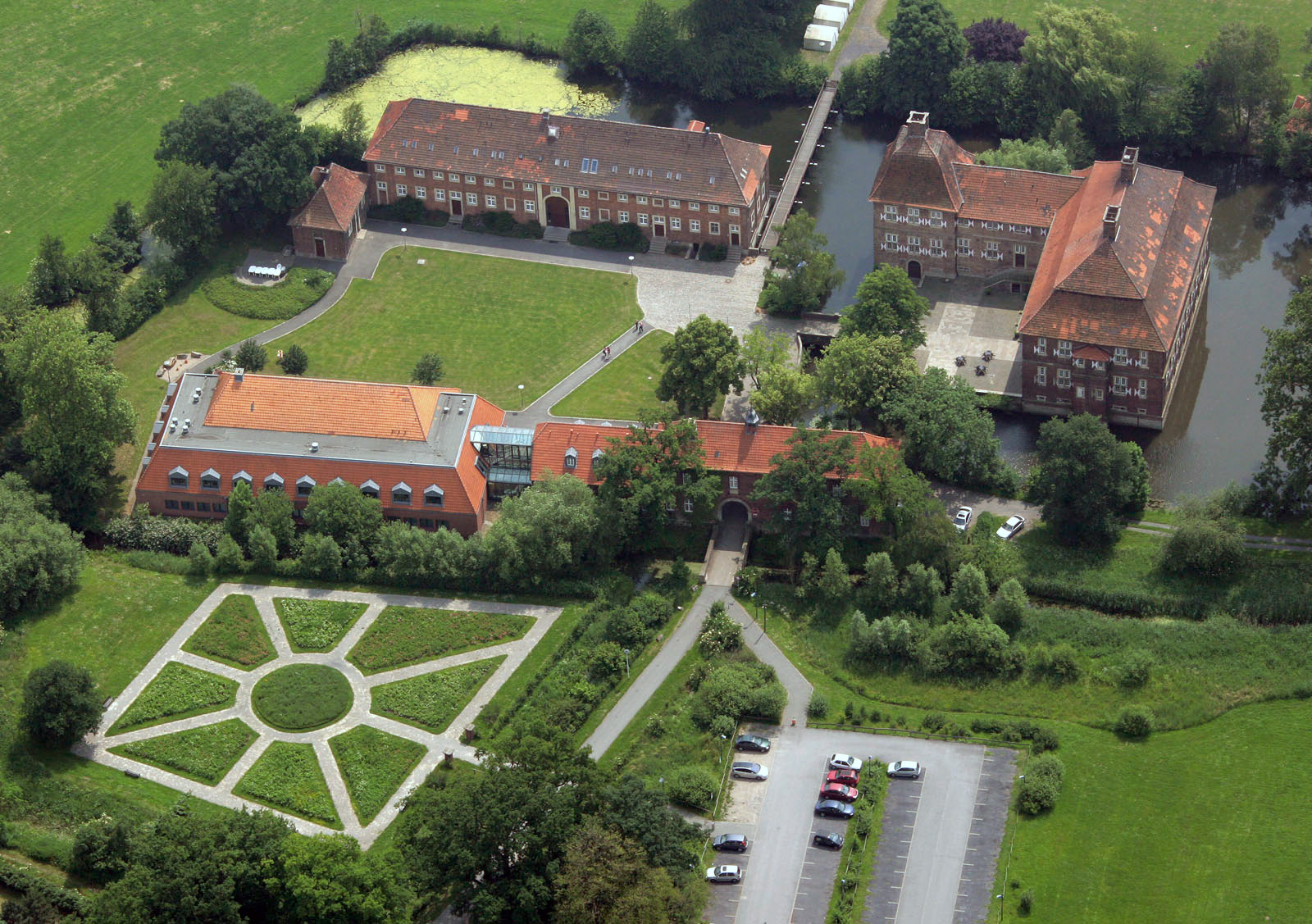
Schloss Oberwerries

Die Beverförde zu Werries waren ein westfälisches Adelsgeschlecht. Der Name „Beverförde“ kommt aus den Niederlanden. Der Biber heißt auf Niederländisch und Niederdeutsch bever und Förde ist gleichbedeutend mit Bucht: als Biberbucht. Daher auch der Biber auf dem Wappenschild.

## Geschichte
Durch die Heirat mit Sophia von Torck ließ sich 1464 der aus der niederländischen Provinz Overijssel stammende Gerd von Beverförde auf Haus Oberwerries, einem Limburger Lehen, nieder. 1616 erwarben die Beverförden das nördlich der Lippe gelegene landtagsfähige Neheimsche Haus über einen bürgerlichen Mittelsmann, 1677 auch den Burgsitz Unterwerries und vereinigten damit beide Häuser wieder in einer Hand. Der damalige Gutsherr auf Oberwerries hatte 1667 mit dem Neubau von Schloss Oberwerries begonnen, den seine Witwe Ida von Plettenberg, eine Schwester des münsterschen Fürstbischofs Friedrich Christian von Plettenberg, 1684/92 vollenden ließ. Das Haus Niederwerries wurde 1733 zugunsten des Baumaterials abgerissen.
Ida Marias Sohn, Bernhard Engelbert Christian von Beverförde-Werries (1665–1705) war seit 1699 im Hochstift Münster Geheimer Rat sowie Land- und Kriegsrat. Er heiratete 1699 Elisabeth Anna Theodora von Neuhoff zu Wenge († 1706), die die Güter zu Wenge, Bönninghausen, Nierhofen sowie die Burgmannssitze zu Horstmar und Nienborg in die Ehe einbrachte. Dennoch gelang es der Familie nicht, als Reichsstand Fuß zu fassen.
Bernhards Sohn Friedrich Christian von Beverförde zu Werries, auch „der tolle Werries“ genannt, brachte es bis zum preußischen Staatsminister. 1733 verwickelte er sich in ein Duell. 1768 starb er kinderlos, womit das Haus ausstarb. Kurz vor seinem Tod setzte er am 24. Januar 1768 seinen einjährigen Vetter Friedrich Clemens von Elverfeldt zu Dahlhausen und Steinhausen testamentarisch als Universalerben ein, dessen Vater Karl Friedrich von Elverfeldt ihn einst vor einem Erschießungskommando gerettet hatte. Der testamentarisch Bedachte und seine Nachkommen nahmen den Namen des Erblassers an und nannten sich fortan Elverfeldt genannt von Beverfoerde zu Werries.

## Wappen
Das Wappen zeigt in Gold einen rechtsspringenden natürlichen Biber. Auf dem Helm mit schwarz-goldenem Helmwulst und schwarz-goldenen Decken der Biber zwischen zwei goldenen Flügeln.

## Bedeutende Namensträger
- Bernhard Engelbert von Beverförde zu Werries (1608–1690), katholischer Priester, Domkellner und Assessor der Landespfennigkammer
- Bernhard von Beverförde zu Werries († 1636), Domherr in Münster
- Bernhard Engelbert Christian von Beverförde-Werries (1665–1705), hoher Amtsträger und Beamter in Diensten des Hochstifts Münsters
- Friedrich Christian von Beverförde zu Werries (1702–1768),  Beamter in Diensten von Kurköln und des Hochstifts Münsters, preußischer Staatsminister